# Новорічне звернення до народу
Новорічне звернення до народу — особисте звернення керманича держави або голови уряду у деяких країнах світу. Зазвичай транслюється на більшості загальнонаціональних телеканалах та деяких радіостанціях в останні хвилини року. Найчастіше підбиваються підсумки року старого та окреслюються перспективи нового.

## Новорічне звернення голови держави у різних країнах

### Україна
В Україні з новорічним привітанням виступає Президент України. Найбільшу кількість разів вітали: Леонід Кравчук (3 рази), Леонід Кучма (11 разів), Віктор Ющенко (5 разів), Віктор Янукович (4 рази), Петро Порошенко (5 разів) та Володимир Зеленський (6 разів).

#### Леонід Кравчук (1991—1994)
Новорічне звернення Леоніда Кравчука знімали 31 грудня 1991 року звичайною комбінованою зйомкою; 31 грудня 1992 року та 31 грудня 1993 року у кабінеті офісу президента.

#### Леонід Кучма (1994—2005)
Новорічне звернення Леоніда Кучми знімали 31 грудня 1994 року, 31 грудня 1995 року, 31 грудня 1996 року, 31 грудня 1997 року, 31 грудня 1998 року, 31 грудня 1999 року, 31 грудня 2000 року, 31 грудня 2001 року, 31 грудня 2003 року та 31 грудня 2004 року у кабінеті офісу президента чи інколи у Маріїнському палаці; та 31 грудня 2002 року — у домі з онуком та собакою.

#### Віктор Ющенко (2005—2010)
Новорічне звернення Віктора Ющенка знімали 31 грудня 2005 року та 31 грудня 2006 року — у Маріїнському палаці; 31 грудня 2007 року, 31 грудня 2008 року та 31 грудня 2009 року — у Софійській площі.

#### Віктор Янукович (2010—2014)
Новорічне звернення Віктора Януковича знімали 31 грудня 2010 року та 31 грудня 2011 року — біля офісу президента; 31 грудня 2012 року та 31 грудня 2013 року — у Києво-Печерській лаврі.

#### Петро Порошенко (2014—2019)
Новорічне звернення Петра Порошенка знімали 31 грудня 2014 року, 31 грудня 2015 року, 31 грудня 2016 року, 31 грудня 2017 року та 31 грудня 2018 року у Свято-Михайлівському золотоверхньому соборі (у 1-й, 2-й, 3-й, 4-й та 5-й рік російського збройного вторгнення в Крим та війни на сході України).

#### Володимир Зеленський (з 2019)
Новорічне звернення Володимира Зеленського знімали 31 грудня 2019 року у новорічних яскравих декораціях за участю акторів, співаків, теле-радіоведучих, спортсменів та громадянських діячів (у 6-й рік російського збройного вторгнення в Крим та війни на сході України); 31 грудня 2020 року та 31 грудня 2021 року — у Маріїнському палаці разом з дітьми та гостей зі столом (у 1-й та 2-й рік пандемії коронавірусу COVID-19); 31 грудня 2022 року та 31 грудня 2023 року — біля та у кабінеті офісу президента (у 1-й та 2-й рік повномасштабної війни Росії проти України); та 31 грудня 2024 року — неподалік на правому березі Дніпра з монументальною скульптурою «Батьківщина-мати» (у 3-й рік повномасштабної війни Росії проти України).

### Німеччина
Новорічні промови були в Німецькому Рейху, Імперії, Веймарській республіці та в епоху націонал-соціалізму.
З 1949 по 1969 рік у Федеративній Республіці Німеччина з новорічною промовою виступав Федеральний президент, а з 1970 року — Федеральний канцлер. І навпаки, канцлер виступав із різдвяною промовою до 1969 року, а президент – з 1970 року. Перші новорічні промови транслювалися по радіо, а з 1952 року вперше по телебаченню. У НДР з новорічними промовами виступали глави Державної ради, наприклад у 1962 році на телебаченні НДР Вальтер Ульбріхт. Віллі Штоф також виголошував свої новорічні промови по телебаченню під час свого перебування на посаді, тоді як Еріх Гонекер зачитував свої новорічні послання по телебаченню. Далі з новорічними промовами виступатимуть прем'єр-міністри земель, які транслюватимуть телебачення в публічних третіх програмах.

### Данія
У Данії новорічна ніч починається о 18:00 з новорічної промови Маргрете II. Традиція промови датського монарха на зламі років сягає корінням 1880-х; з 1941 року промову транслювали по радіо, а з 1959 року транслювали в прямому ефірі данського телебачення. Днем пізніше глава уряду Данії також виступив із новорічною промовою, яка носила радше політичний характер. Торвальд Стаунінг був першим державним міністром, який вперше взяв на себе це завдання у 1940 році; з 1946 року це стало постійною традицією з кількома перервами.

### Швейцарія
Новорічне звернення новообраного федерального президента Швейцарії знаменує початок його повноважень. Перше новорічне звернення було зроблено 1 січня 1935 року Рудольфом Мінгером, який привітав швейцарців через десять хвилин після півночі. Лише у 1941 році Швейцарське радіо знову передало новорічне звернення; відтоді звернення дають щорічно.
Найвідомішою новорічною промовою є ненавмисно смішна заява федерального президента Адольфа Огі 1 січня 2000 року, яку він зробив, стоячи біля різдвяної ялинки перед тунелем Лечберг у Кандерштегу.

### Франція
Новорічне телезвернення президента Франції тривалістю п’ять-десять хвилин («vœux présidentiels») записується в Єлисейському палаці приблизно вдень 31 грудня та транслюється ввечері перед телевізійними новинами рівно о 20:00. Це не завжди так, наприклад, Ніколя Саркозі в прямому ефірі виступав перед населенням Франції у 2007 році. Як і звернення на національне свято Франції, 14 липня, ця промова також підбиває підсумки політичної, економічної та соціальної ситуації в країні. Новорічне звернення у П’ятій французькій республіці було надихнуто першим президентом Шарлем де Голлем, який запропонував французькому населенню підвести підсумки минулого року та поєднав це зі своїми побажаннями на новий рік.
Однією з формальних особливостей є те, що «vœux présidentiels» з 1995 року передує Марсельєза. Це було знову введено Жаком Шираком і продовжувалось використовуватися Ніколя Саркозі та Франсуа Олландом. Крім того, вся новорічна промова у Франції має субтитри (за винятком 2008 та 2009 роках, коли їх замінили жестовою мовою). Однак у 2010 році субтитри були використані знову. У 2013 році від обох методів відмовилися. Іноді замість промови обирають розмову з журналістами – такий варіант Ніколя Саркозі не використовував з 2009 року. Ще одна особливість новорічного привітання Президента Франції, адресованого всьому населенню, полягає в тому, що протягом першої половини січня за ним йдуть інші, адресовані вибраним політичним і суспільним групам (парламентарі, збройні сили, соціальні партнери, представники системи освіти, журналісти, лікарі, працівники культури, фермери і вперше у Новому 2010 році — населення заморських територій Франції). У титрах згадуються імена інших відповідальних осіб, у тому числі режисера.